# Andreas Moser
Andreas Moser (født 29. november 1859 i Semlino, død 7. oktober 1925 i Berlin) var en østrigsk violinspiller og pædagog, far til Hans Joachim Moser.
Moser blev 1878 elev af Joseph Joachim, men måtte af helbredshensyn opgive virtuosløbebanen og blev i Berlin som lærer ved Hochschulen jævnsides med og senere efter Joachim, i forening med hvem Moser udgav en Violinskole (3 bind). Siden fulgte en egen Methodik des Violinspiels (2 bind). Sammen med Joachim og andre udgav Moser forskellig klassisk violinmusik og skrev selvstændig en biografi af Joachim (1908, 2 bind), ligesom han har udgivet Breve til og fra Joachim og Brevveksling mellem Brahms og Joachim.